# 生合成
生合成（せいごうせい、biosynthesis）とは、生体がその構成成分である生体分子を作り出すことをいう。多くの生物に共通している基本的な化合物（アミノ酸、糖、脂肪酸、核酸など）を合成する経路を一次代謝、特定の種や科に特有の化合物（ホルモン、フェロモン、毒素など）を作り出す経路を二次代謝と呼ぶが、両者の区分は必ずしも明確ではない。
ひとつの化合物が生合成されるには単一の酵素でなく、酸化還元酵素、転移酵素、合成酵素、加水分解酵素など数多くの酵素が関わり、多数の段階を踏むことが普通であるとされている。
生合成が不可能な分子は、体外より栄養素として取り入れなければならず、こういった栄養素を必須栄養素と呼ぶ。ヒトにおいて生合成が不可能なアミノ酸、脂肪酸をそれぞれ必須アミノ酸、必須脂肪酸と呼び、栄養学において非常に重要である。さらに、生体内での代謝に必須でありながら、生合成できない補酵素群をビタミンと呼び、同様に生合成できないミネラルとともにこれらもまた、栄養学上重要である。